# حیدرآباد (کاکاوند)
حیدرآباد روستایی در دهستان ایتیوند شمالی بخش کاکاوند شهرستان دلفان استان لرستان ایران است.

## جمعیت
بر پایه سرشماری عمومی نفوس و مسکن در سال ۱۳۹۵ جمعیت این روستا ۶۴ نفر (۱۷ خانوار) بوده‌است.